# YUV-Farbmodell

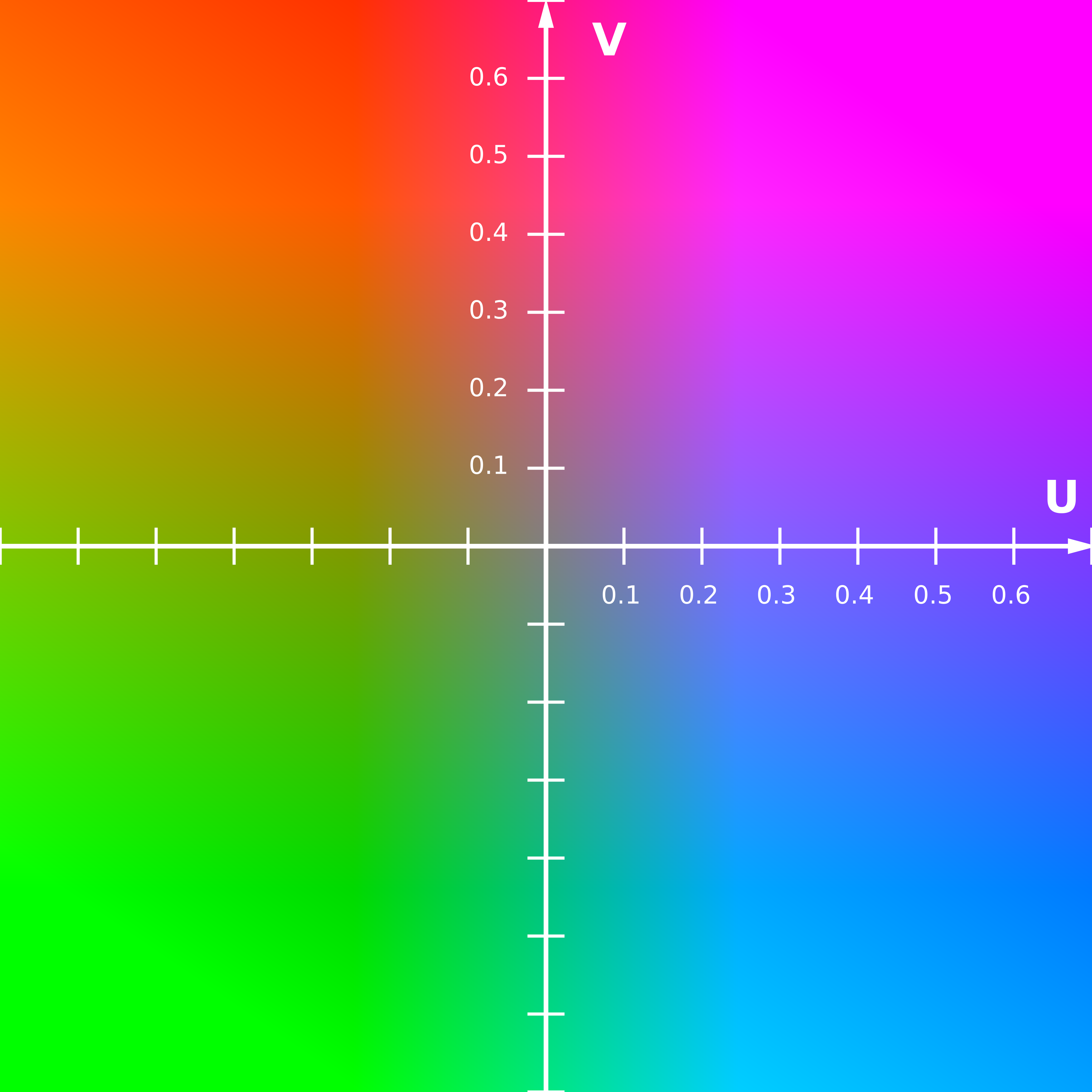
Beispiel für ein YUV-Farbmodell, Y-Wert = 0,5, gezeigt im RGB. RGB-Rot liegt bei [-0,147, 0,615].

Das YUV-Farbmodell wird beim analogen Farbfernsehen nach den Normen PAL und NTSC verwendet.
Es verwendet zur Darstellung der Farbinformation zwei Komponenten:
- die Luminanz (luma, Lichtstärke pro Fläche, d. h. Leuchtdichte) Y und
- die Chrominanz (Farbanteil, chroma), wobei diese aus den zwei Unterkomponenten U und V besteht.

Häufig wird Farbmodell mit Farbraum verwechselt, einen YUV-Farbraum gibt es aber ebenso wenig wie etwa einen YPbPr- oder YCbCr-Farbraum (s. u.).

## Randbedingungen
Die Farbübertragung wurde beim analogen Fernsehen erst entwickelt, als Schwarzweiß-Fernsehgeräte, welche nur das Helligkeitssignal Y verwendeten, bereits am Markt etabliert waren. Als Vorgabe sollte das Farbfernsehen die Schwarzweiß-Empfänger möglichst wenig stören. Um diese Abwärtskompatibilität zu erreichen, wurde nach technischen Wegen gesucht, die Farbinformation zusätzlich zum Schwarzweiß-Signal zu übertragen, ohne die zur Verfügung stehende Übertragungsbandbreite zu erhöhen. Dazu wurden die Farbsignale U und V mit unterschiedlich großen Amplituden auf den Farbhilfsträger quadraturmoduliert, wodurch sich Verzerrungsfaktoren zwischen YUV und YPbPr ergeben (s. u.).

## Prinzip

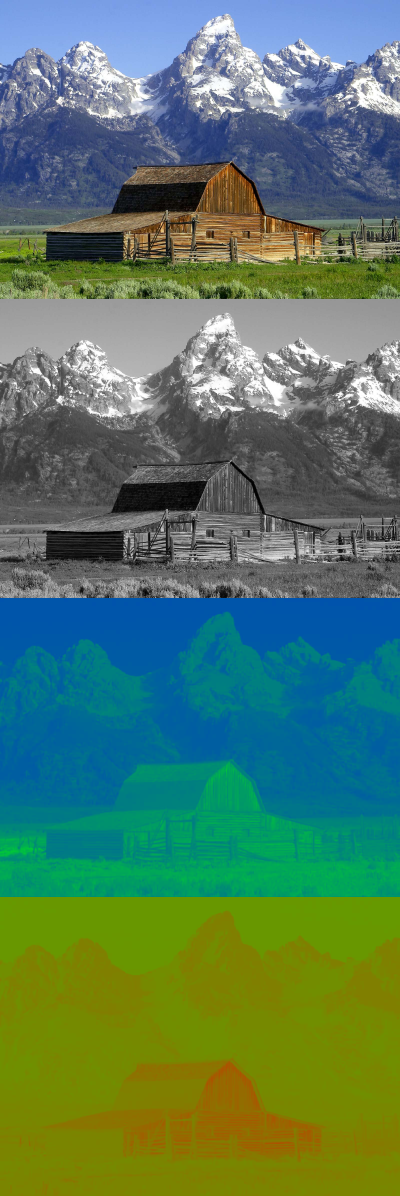
Originalfarbbild oben und die Aufspaltung dieses Bildes in die Luminanz Y (S/W-Bild) und darunter in die beiden Farbanteile U und V. Die Unschärfe in den Farbkomponenten U und V macht anschaulich, warum die Farbinformation in der Ortsauflösung reduziert werden kann (downsampling), ohne den Bildeindruck wesentlich zu verschlechtern.

Wie das Farbdreieck, von dem es abgeleitet wurde, geht das YUV-Farbmodell von einem Modell mit linearer Addition der Farbreize aus. Diese Modelle sind mit Hilfe einer Matrix ineinander überführbar.
Zur Berechnung des Luma-Signals Y werden die zugrundeliegenden RGB-Daten zunächst mit dem Gamma-Wert des Ausgabegerätes verrechnet; man erhält ein R'G'B'-Signal. Die drei Einzelkomponenten werden mit unterschiedlicher Gewichtung addiert, um die Helligkeitsinformation zu bilden, die als BAS-Signal auch bei alten Schwarzweiß-Fernsehgeräten funktioniert.
Die Gewichtung der Komponenten ist erforderlich, da einige Aspekte des Farbensehens des menschlichen Auges berücksichtigt werden müssen. So wird beispielsweise Grün heller wahrgenommen als Rot, dieses wiederum heller als Blau. Diese unterschiedliche Gewichtung wird in folgender (per definitionem exakten) Umrechnungsformel berücksichtigt:
{\displaystyle Y:=0{,}299\cdot R+0{,}587\cdot G+0{,}114\cdot B} 
Die Chrominanzsignale (auch Farbdifferenzsignale) U und V enthalten die Farbinformation. Sie entstehen aus der Differenz zwischen Blauanteil B und Luminanz Y bzw. zwischen Rotanteil und Luminanz sowie einer weiteren Reduktion; auch diese Formeln sind definitionsgemäß exakt:
{\displaystyle {\begin{aligned}U&:=0{,}493\cdot (B-Y)\\V&:=0{,}877\cdot (R-Y)\end{aligned}}}
Aus den drei erzeugten Komponenten Y, U und V können später wieder die einzelnen Farbanteile der Grundfarben berechnet werden (die Formeln für G sind näherungsweise):
{\displaystyle {\begin{aligned}B&=Y+{\frac {1}{0{,}493}}\cdot U\\R&=Y+{\frac {1}{0{,}877}}\cdot V\\G&={\frac {1}{0{,}587}}\cdot Y-{\frac {0{,}299}{0{,}587}}\cdot R-{\frac {0{,}114}{0{,}587}}\cdot B\\&\approx 1{,}704\cdot Y-0{,}509\cdot R-0{,}194\cdot B\end{aligned}}}
bzw.
{\displaystyle {\begin{aligned}G&=Y-{\frac {0{,}114}{0{,}587\cdot 0{,}493}}\cdot U-{\frac {0{,}299}{0{,}587\cdot 0{,}877}}\cdot V\\&\approx Y-0{,}39393\cdot U-0{,}58081\cdot V\end{aligned}}}
Weiterhin ergibt sich durch den Aufbau der Netzhaut des menschlichen Auges, dass die Helligkeitsinformation in einer höheren Auflösung wahrgenommen wird als die Farbe. Das nutzen viele auf dem YUV-Farbmodell aufbauende Formate dazu, die Ortsauflösung der Chrominanz zu reduzieren, um so Bandbreite bei der Übertragung zu sparen.
Die Bildauflösung ist standardisiert durch das Common Intermediate Format (CIF).

UV-Flächen in einem Wertebereich von [-1,1]
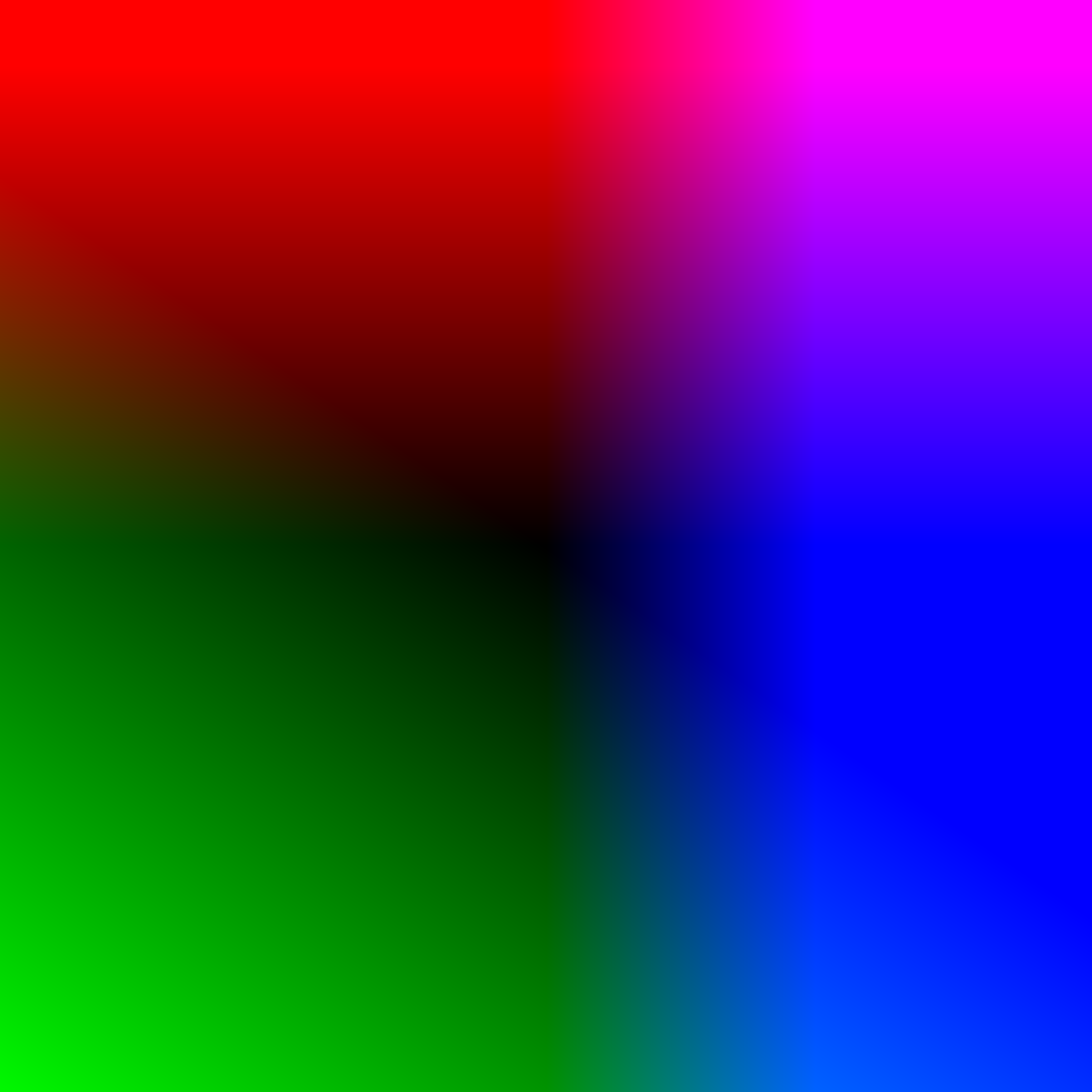
Y-Wert 0
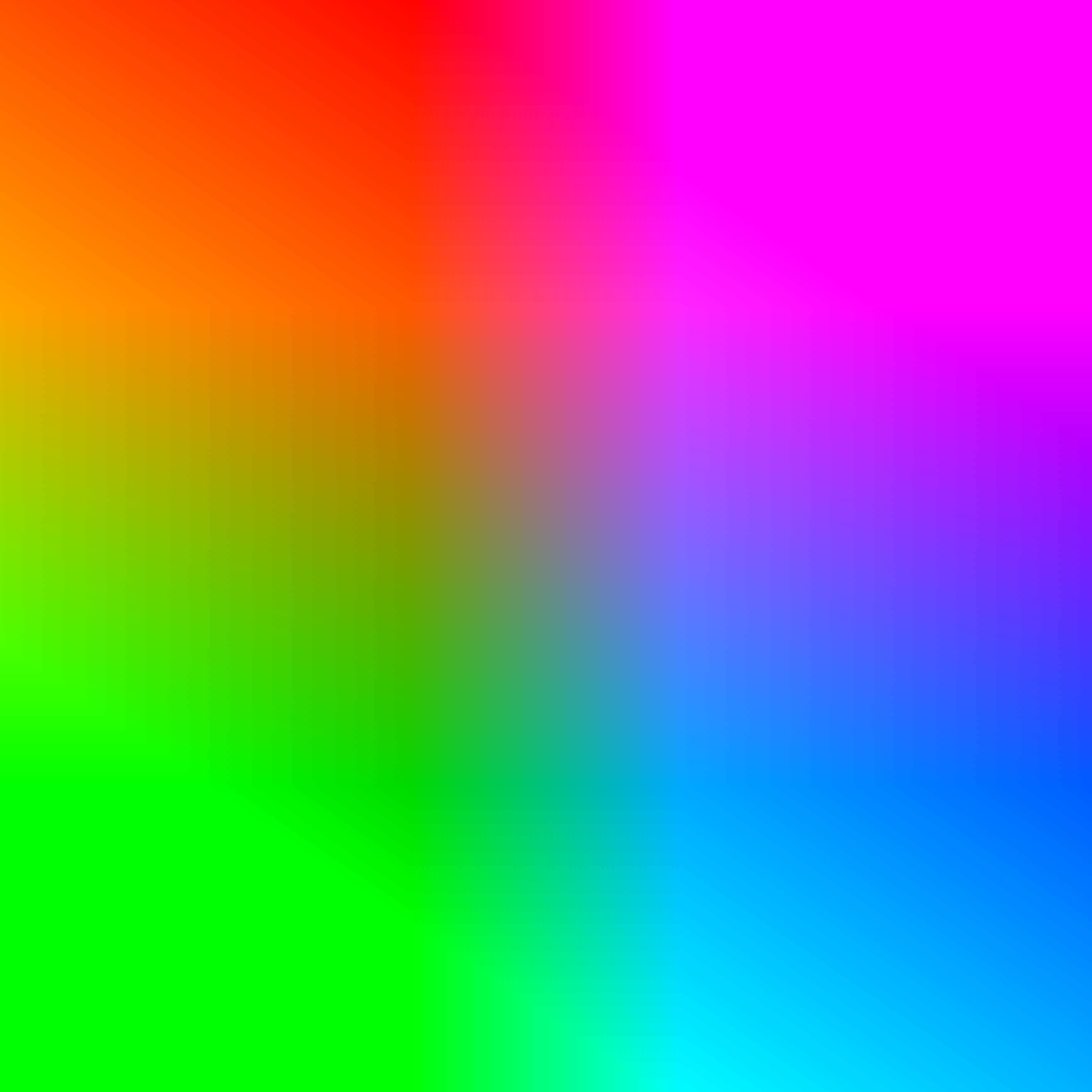
Y-Wert 0,5
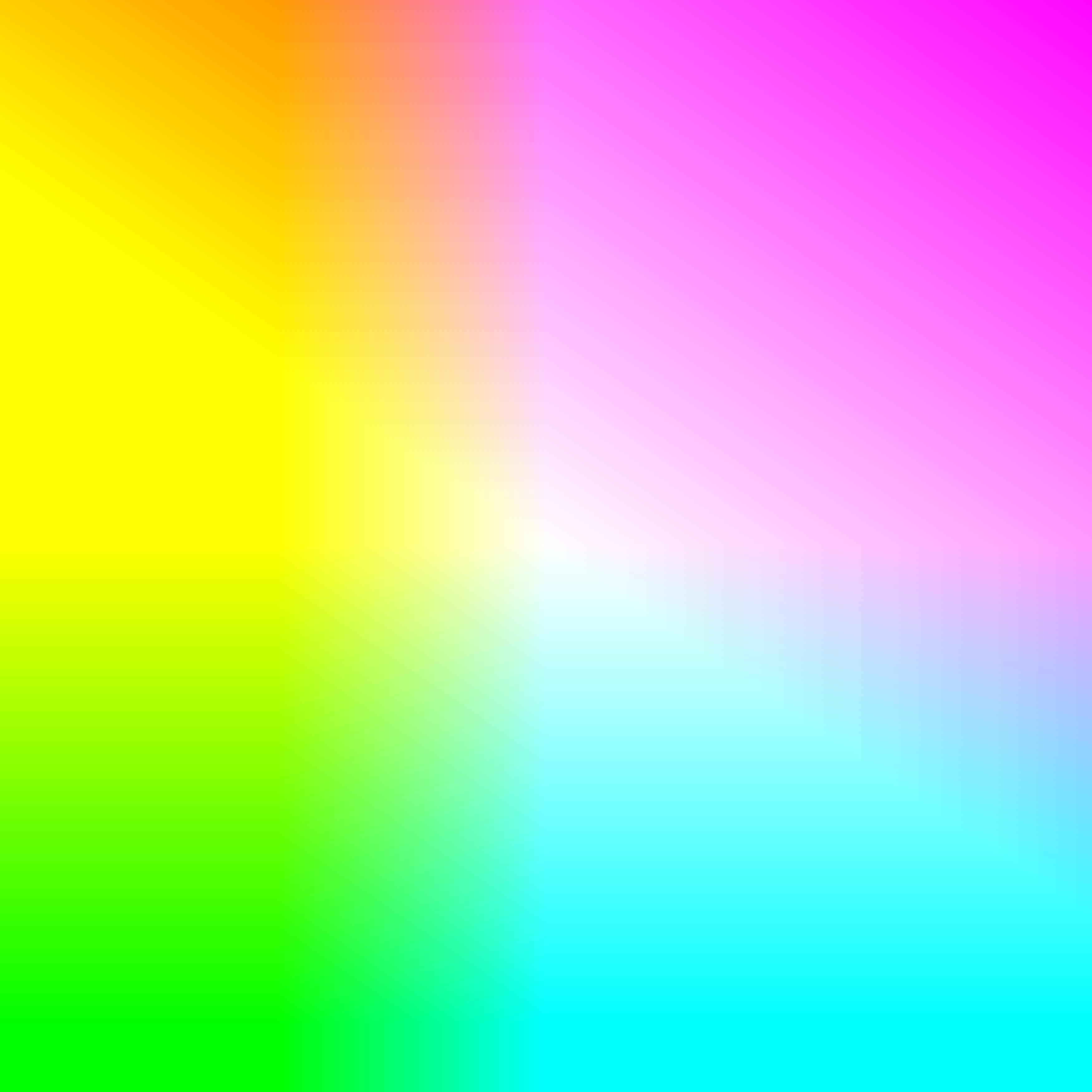
Y-Wert 1

## Vergleich mit anderen Farbübertragungssystemen

### YPbPr und YCbCr
Fälschlicherweise ist häufig von YUV (-Geräten, -Kabeln, -Kodierung, -Farbmodell) die Rede, wenn eigentlich das YPbPr-Modell (bei analogen Anschlüssen bzw. Kabeln) bzw. das YCbCr-Modell (im digitalen Bereich) gemeint ist; beide sind in der Norm CCIR 601 bzw. IEC 601 definiert.
Das YUV-Farbmodell unterscheidet sich von den verwandten YPbPr- und YCbCr-Modellen in den Skalierungsfaktoren (Verstärkungs- bzw. Dämpfungsfaktoren) betreffend der Farbsignale. D. h. das ganz oben dargestellte UV-Farbdiagramm wird in der U- bzw. V-Achse um bestimmte fixe Faktoren verzerrt, um das PbPr-Farbdiagramm zu erhalten:
{\displaystyle {\begin{aligned}Pb\approx {\frac {1}{0{,}872021}}\cdot U\\Pr\approx {\frac {1}{1{,}229951}}\cdot V\end{aligned}}}
Die Verteilung der Farben in der Ebene bleibt dabei erhalten, das Helligkeitssignal Y ist in all diesen Modellen identisch.
Der Grund liegt darin, dass das YPbPr-Modell und ebenso das YCbCr-Modell eine symmetrische Fläche in der Farbebene aufspannt und somit die beiden Faktoren Pb und Pr (bzw. Cb und Cr) gleichmäßig skaliert werden, was eine leichtere Signalverarbeitung ermöglicht.
Hingegen werden die YUV-Farbkomponenten U und V unterschiedlich stark in der Farbebene verzerrt: U wird mit geringeren Pegel verwendet als V. Das erschwert zwar die Signalverarbeitung, ergibt jedoch bei der Quadraturmodulation auf den Farbhilfsträger möglichst geringe Störungen des Helligkeitssignals.

### YIQ
Das früher bei der NTSC-Farbfernsehnorm verwendete YIQ-Farbmodell weist wie YUV unterschiedlich starke Verstärkungsfaktoren bei den Farbkanälen auf (hier als I und Q bezeichnet), da auch hier die bereits etablierten Schwarzweiß-Fernsehgeräte möglichst wenig gestört werden sollten. Zusätzlich wird bei YIQ noch die Farbebene um 33° im Uhrzeigersinn gedreht. Dadurch sind den Farbkomponenten I und Q andere Farbwerte zugeordnet als dies bei UV, PbPr und CbCr der Fall ist.
Diese Drehung ist schaltungstechnisch beim Übergang von YIQ zu YPbPr und zu YCbCr wesentlich schwieriger zu realisieren, weshalb seit den 1970er Jahren auch bei analogem NTSC das YUV-Farbmodell verwendet wird.